# 데이브 코웬스

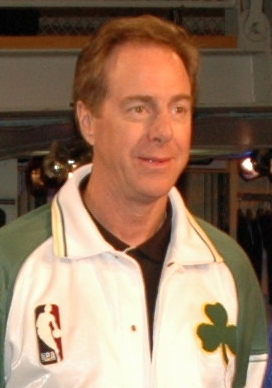

데이브 코웬스(Dave Cowens, 본명: David William Cowens, /ˈkaʊənz/ COW-ənz, 1948년 10월 25일 ~ )는 미국의 전직 프로 농구 선수이자 NBA 감독이다. 2.06m(6피트 9인치)의 그는 중앙 포지션을 맡았고 때때로 파워 포워드를 맡았다. 코웬스는 선수 생활의 대부분을 보스턴 셀틱스에서 보냈다. 1971년 NBA 올해의 신인상과 1973년 NBA 최우수 선수로 선정되었다. 코웬스는 1974년과 1976년에 셀틱스의 일원으로 NBA 챔피언십에서 우승했다. 1991년에 네이스미스 농구 명예의 전당에 입성했다. 코웬스는 또한 NBA, CBA 및 WNBA에서 코칭 직책을 맡았다.
코웬스는 NBA 위대한 50인 선수 및 NBA 75주년 팀의 멤버로 선정되었다.